# اغتيال ثلاث ناشطات كرديات في باريس

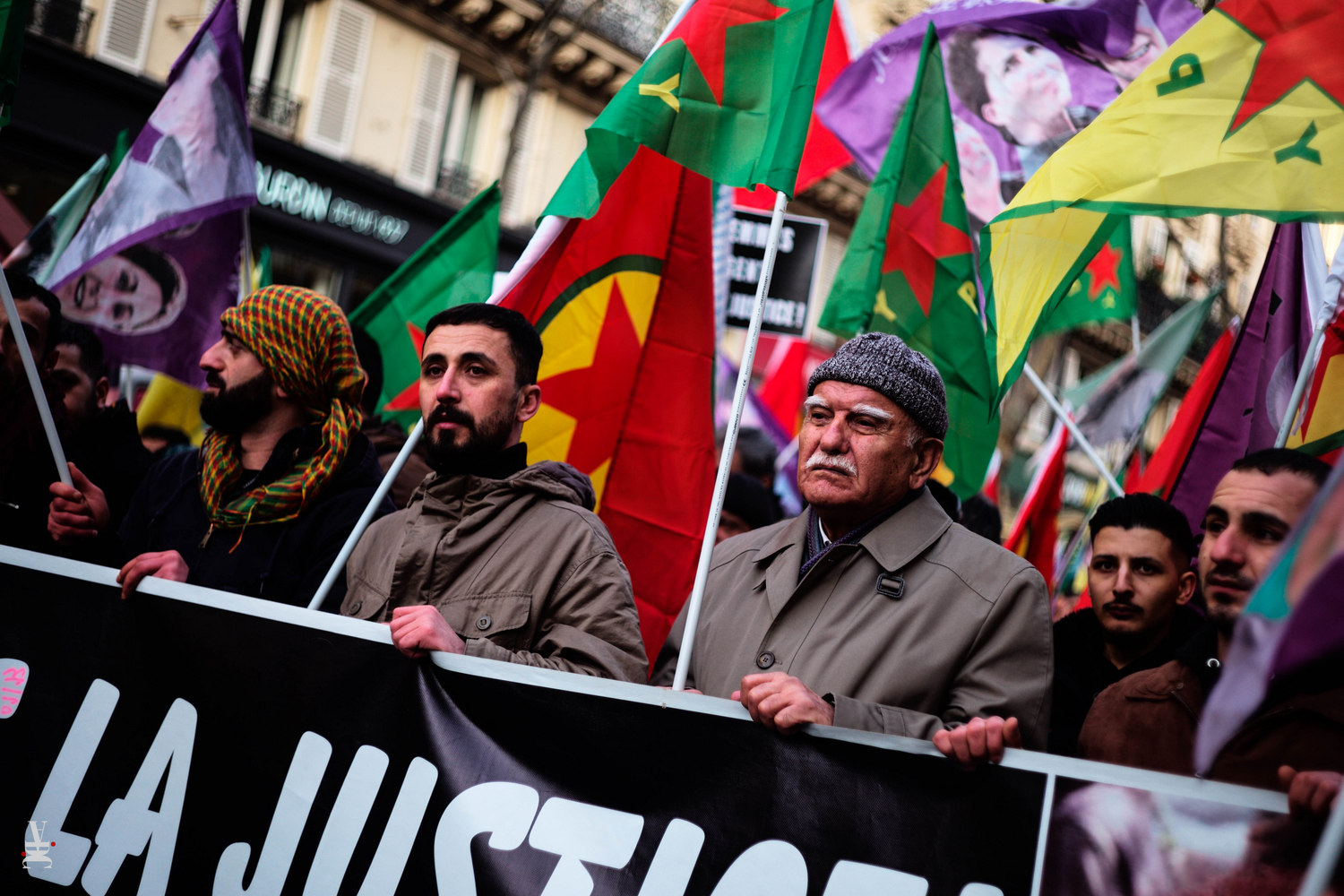
مظاهرة في باريس يوم 11 يناير 2019.

تم قتل ثلاث ناشطات كرديات وهن: فيدان دوغان، وسكينة كانسيز وليلى سويليميز بطلقات نارية في الرأس خلال ليلة 9 و10 يناير عام 2013 في الدائرة العاشرة من باريس.

## حقائق
خلال الليل بين الأربعاء 9 والخميس 10 يناير 2013، تم العثور على جثث فيدان دوغان، وسكينة كانسيز، المؤسسة المشاركة لحزب العمال الكردستاني، وليلى شيليمز - وجميعهن ناشطات كرديات - في في مبنى مركز المعلومات حول كردستان الواقع في 147 شارع لافاييت في باريس. تم إطلاق النار عليهن بأسلوب الإعدام بعدة رصاصات في الرأس.

## التحقيقات
وفقًا لتحقيقات السلطات الفرنسية، من المحتمل أن يكون جهاز الاستخبارات الوطنية التركية متورطًا في جرائم القتل. كان القاتل المشتبه به، عمر غوني، موظف صيانة تركي يبلغ من العمر 34 عامًا في مطار باريس شارل ديغول في باريس. تظهر كاميرات الفيديو في موقع القتل أنه كان داخل المبنى في الساعة 00:11 و00:56 عندما وقعت عمليات القتل. تم العثور على البارود في حقيبته. تم إجراء التحقيقات الفنية على هاتفه المحمول حيث قام الخبراء بفك تشفيره واستعادة الملفات المحذوفة، ووجدوا صورًا التقطت في اليوم السابق الذي وافق 8 يناير تثبت أنه كان في مقر جمعية كردية في فيلير لو بيل في الساعة 4:23 والساعة 5:33 صباحًا وأنه التقط صورًا لـ329 ملف عضوية. قبلها بيومين، التقط صورًا للمحاسبة التي تتعقب نشاط الابتزاز المزعوم داخل المجتمع الكردي. قدم غوني نفسه للسلطات في البداية على أنه «كردي في القلب» ومتعاطف مع حزب العمال الكردستاني، لكن أقاربه وصفوه بأنه قومي متطرف عرّف نفسه بأنه «ذئب رمادي».
بعد بضعة أشهر من جرائم القتل هذه، تم تسريب تسجيل صوتي بين عمر غوني وعملاء المخابرات الوطنية التركية على الإنترنت. كان لدى عمر غوني أيضًا مئات الصور للنشطاء الأكراد في هاتفه المحمول. كانت قاضية مكافحة الإرهاب جين دويي مسؤولة عن التحقيقات؛ في سبتمبر 2013 تعرض منزلها لعملية سطو سُرق على إثرها جهاز الكمبيوتر الخاص بها. تم اعتقال عمر غوني في 21 يناير 2013. عثرت وحدة مكافحة الإرهاب الفرنسية Sdat على جواز سفر به ثلاثة طوابع من الرحلات إلى تركيا خلف الراديو في سيارة استعارها يوم القتل.

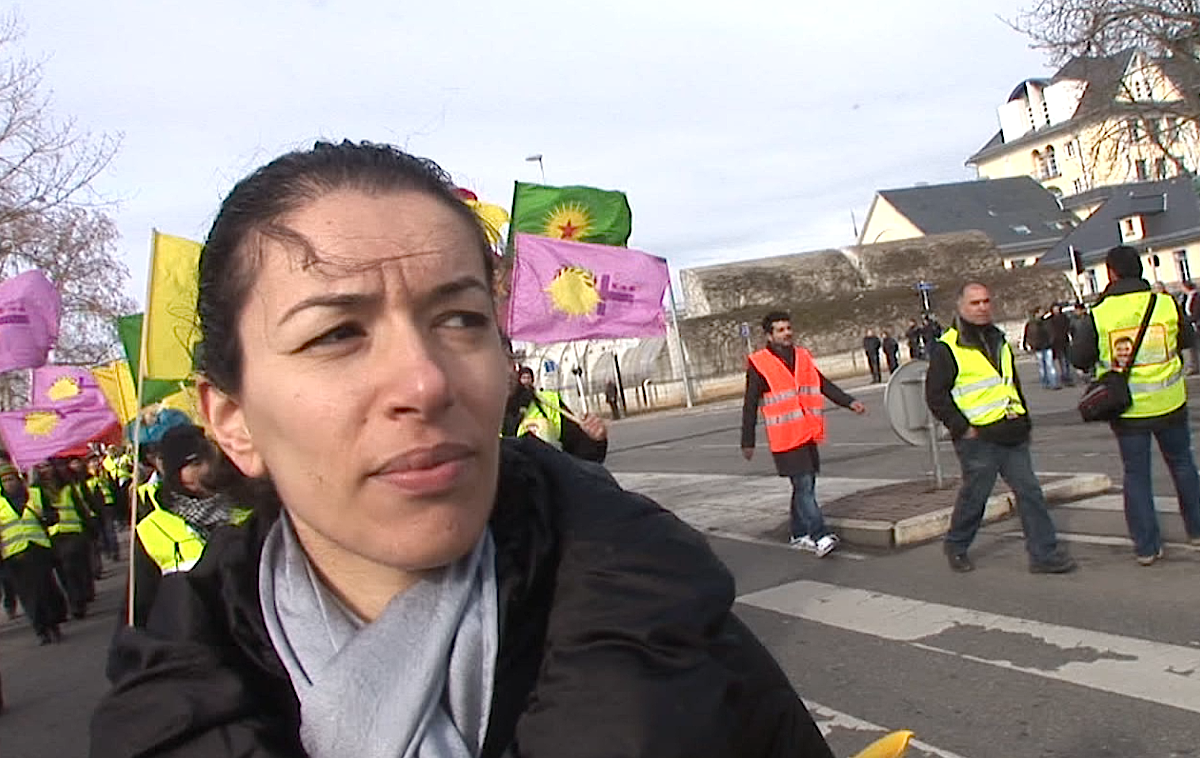
فيدان دوغان في ستراسبورغ عام 2012

لقد ذكر الادعاء أن غوني كان على اتصال متكرر بالمخابرات التركية وثبت أنه متورط في التجسس. اعتبر القاضي تورط أجهزة المخابرات التركية في القتل أمرًا محتملاً، لكنه لم يحدد من أمر بالعملية وما إذا كان القاتل قد تصرف وفقًا لإرادة الإدارة العليا أم لا (من الناحية النظرية، قد تكون هذه محاولة لوقف محادثات السلام التي كانت تجري بين أنقرة وحزب العمال الكردستاني في ذلك الوقت). في 13 ديسمبر 2016، نُقل عمر غوني إلى مستشفى لتلقي رعاية عاجلة مرتبطة بورم دماغيه وتوفي في اليوم التالي، قبل خمسة أسابيع من الموعد المقرر لبدء محاكمته.
بعد وقت قصير من وفاة غوني، قررت فرنسا إغلاق التحقيق في جرائم القتل. في مايو 2019 أعيد فتح التحقيق.
تكهن أيوب دورو، ممثل حزب الشعوب الديمقراطي بأن الهدف الرئيسي للاغتيال الثلاثي ربما كان في الأصل لاستهداف فيدان دوغان بسبب علاقاتها الاجتماعية والسياسية في فرنسا. أوضحت المحامية سيلفي بواتل أن هذه الشابة كانت ذكية للغاية ولديها ثلاث ثقافات: الفرنسية والتركية والكردية. قال أحد الإخوة إنها التقت بالرئيس الفرنسي فرانسوا أولاند عدة مرات عندما كان زعيم الحزب الاشتراكي، وكانت لها علاقات قوية مع السلطات الفرنسية.
يقول متين، شقيق سكينة كانسيز، إن فرنسا مسؤولة عن مقتلها في فرنسا ولأن القاتل مات في السجن قبل المحاكمة.

## العواقب

### الجنازة
نزل الآلاف إلى شوارع ديار بكر (المعروفة لدى الأكراد باسم آمد) لتقديم العزاء. كما هتف المتظاهرون «طريق الشهداء طريقنا» فيما حملت النعوش.

### الاحتجاجات
في الذكرى الثالثة للاغتيالات (9 يناير 2016) شارك الآلاف في باريس للاحتجاج والمطالبة بالعدالة.

## الكتاب
Triple Assassinat au 147، Rue Lafayette هو كتاب ألفته لوري مارشان، التي قضت ثلاث سنوات في التحقيق في جرائم القتل والصلات مع المخابرات التركية. أنه يحدد السير الذاتية للشابات الثلاث ويناقش سياسات الرئيس التركي رجب طيب أردوغان.